# Banlieue rouge (groupe)
Pour les articles homonymes, voir Banlieue rouge.
Banlieue rouge est un groupe de punk rock québécois originaire de Longueuil. Ils chantent uniquement en français. Le groupe est formé en 1989, puis séparé en 1998. Le groupe s’est reformé en 2015, pour se séparer de nouveau en 2016.

## Biographie
Le groupe est formé en 1989 à Longueuil, il était alors composé de Xavier Petermann (voix), Francis (guitare), Bastou (basse) et Fish (batterie). Rapidement, le groupe se sépare et Safwan (voix) se joint à Xavier (guitare) et Bastou. La batterie est remplacée par une boîte à rythme. À la suite de l'enregistrement de En attendant demain, Bastou quitte le groupe. Sylvain (guitare) se joint alors à Safwan et Xavier Petermann, qui sera à la basse jusqu'à la séparation de Banlieue rouge. Jeff (batterie) remplace finalement la boîte à rythme pour compléter la formation. 
À ses débuts, le groupe publie une première démo qui attirera l'intérêt du label français Division Nada, dirigé par François, chanteur-parolier des Bérurier Noir. Ils y publient leur premier album studio, intitulé En attendant demain sorti en janvier 1991 en France. Un deuxième album studio suit plus tard sous le titre de Que tombent les masques, en 1992. En 1993 sort leur troisième album studio, Engrenages.
Après une bonne décennie à écumer les scènes américaines et européennes, et fort d'une discographie de six albums, le groupe décide de se séparer en 1998. Dans la foulée, Safwan forme Akuma avec Simon. En 2003, Xavier Petermann forme Corrigan Fest avec Fred (ex-Shock Troops), et est bientôt rejoint par Sylvain, le guitariste du groupe.
Banlieue Rouge se réunit et donne un spectacle au Rockfest en 2015, à Montebello. Ils publient ensuite un album live, Sans reddition, en 2016, qui avait été enregistré lors de l'événement.

## Style musical
Le groupe évolue dans un style punk proche de groupes comme les Bérurier noir, notamment par l'utilisation d'une boîte à rythme. Par la suite, il évolue vers un punk un peu plus teinté de hardcore. Les paroles sont très importantes dans Banlieue rouge. Le groupe s'engage pour l'euthanasie, dénonce la guerre, lutte pour la reconnaissance des droits des Amérindiens. Chaque texte est l'occasion de faire passer un message.

## Membres
- Safwan - chant, guitare
- Xavier - Basse (1989-1997)
- Simon Belanger basse (1997- 1998)
- Sylvain - guitare
- Jean-François - batterie